# ألفا-بايروليدينوبنتيوفينون
α-بايروليدينوبنتيوفينون (يعرف أيضا بألفا-بايروليدينوفاليروفينون، α-PVP، ألفا-PVP أو O-2387 ،β-كيتو-برولينتان، أو برولينتون، أو ديسميثيل بايروفاليرون) هو منبه اصطناعي من صنف الكاثينون تم تطويره في الستينيات والذي يباع كمخدرات مصممة. تعرف أحيانا في اللغة المحلية بالفلاكا أو الغرافيل. α-PVP هو متعلق كيميائياً بالبيروفاليرون وهو يعتبر مركب مناظر كيتوني للبرولينتان.

## مخدر الفلاكا
الفلاكا هي مادة مخدرة صناعية مكونة من مادة ألفا-بايروليدينوبنتيوفينون، يتم تصنيعها على شكل كبسولات في الصين
وهو مخدر زهيد الثمن مقارنة بالمواد المخدرة المماثلة. الفلاكا عبارة عن حبيبات بيضاء يمكن أخذها عن طريق الفم أو يتم استنشاقها أو حقنها بالدم. يسبب الفلاكا عند تعاطيه حالة من الهذيان والهلوسة الشديدة، قد تؤدي لممارسة العنف. ويُسبب أضرار بالكلى وارتفاع لدرجة الحرارة قد تؤدي للوفاة.

## اعراض التعاطي
يصاحب التعاطي نوع من جنون العظمة والسعادة المفرطة تتخللها نوبات عدوانية وعدائية للاخرين، تؤدي بالمتعاطي الى التحول الى اشبه بـ زومبي ( اكلي لحوم البشر) فيما يقضي ومنذ اللحظة الأولى على إدراك متعاطيه بأفعاله وتصرفاته، وعلى إحساسه بالألم، كما يؤدي إلى تغييبه تماماً عن الواقع، ويأخذ به إلى أن يصبح قاتلا عدوانيا، شرسا، غير مدركاً لما يرتكبه من أعمال عنيفة، وغريبة، وجنونية، ووحشية، وغير متوقعة على الإطلاق، فضلاً عن تحويله المتعاطي إلى مخلوق مدمر خارج عن السيطرة، والمعقولية، كأن يقفز في زجاج سيارة أثناء سيرها، أو ينام أمام سيارة مسرعه قادمة، أو يسير على سطح قطار، أو ينزع ملابسه بالكامل، ويقدم على قتل أي شخص يقابله بالصدفة في المكان الذي قد يكون متواجدا فيه!

## الحظر
غالبية دول العالم قامت بحظر هذا المخدر وصنفته ضمن المخدرات القوية التي تؤثر على الجهاز العصبي المركزي في الدماغ وتؤدي الي تدميره .
السعودية هي أول بلد عربي يقوم بتجريم تهريبه وترويجه وتصنيعه وتعاطيه لدرجة تصل الى الإعدام في حالة التهريب 